# Watch (album)
Pour les articles homonymes, voir Watch (homonymie).
Albums de Manfred Mann's Earth Band
The Roaring Silence
(1976) Angel Station
(1979)
Singles
1. California
Sortie : 18 novembre 1977
2. Mighty Quinn
Sortie : 3 mars 1978
3. Davy's On the Road Again
Sortie : 28 avril 1978

Watch est le  huitième album studio du groupe de rock britannique Manfred Mann's Earth Band. Il sort le 24 février 1978 sur le label Bronze Records et a été produit par Manfred Mann et le groupe.

## Historique
Cet album est enregistré en 1977 dans les propres studios de Manfred Mann, les studios Work House à Londres. Petit changement de personnel par rapport à l'album précédent, le bassiste Colin Pattenden a quitté le groupe et est remplacé par Pat King. 
La musique du groupe continue d'évoluer vers un rock pop progressif plus commercial et comporte peu de compositions signées par les membres du groupe. Seuls, Drowning On a Dry Land signé par le batteur Chris Slade, l'instrumental Fish Soup signé par Dave Flett et Manfred Mann et Chicago Institute signé par Mann, Flett et le saxophoniste anglais Peter Thomas sont des compositions originales.
Au rayon des reprises, California est une composition de Sue Vickers qui était la femme de Mike Vickers le premier guitariste du groupe Manfred Mann au début des années soixante. Davy's On the Road Again (Davey's On the Road Again à l'origine) est une composition de John Simon qui figure sur son premier album solo The John Simon album (1971), elle a été coécrite avec Robbie Robertson du groupe The Band. Quinn the Eskimo (The Mighty Quinn), publié sur cet album sous Mighty Quinn est une composition que Bob Dylan a écrite et enregistré en 1967 pendant les sessions The Basement Tapes, Manfred Mann en avait déjà fait une reprise en 1968. Ces trois titres sortiront en single.
Si cet album ne connaît pas le même succès au Royaume-Uni (#33) et aux États-Unis (#83) que l'album The Roaring Silence, il cartonne en Allemagne où il est classé 69 semaines avec une 3e meilleure place et une certification de disque de platine pour plus de 500 000 albums vendus. Il connaît aussi le succès en Norvège (#2) et en Suisse (#3).

## Liste des titres

### Face 1
| No | Titre                          | Auteur                                | Durée |
| -- | ------------------------------ | ------------------------------------- | ----- |
| 1. | Circles                        | Alan Mark                             | 5:18  |
| 2. | Drowning On Dry Land/Fish Soup | Chris Slade, Manfred Mann, Dave Flett | 6:10  |
| 3. | Chicago Institute              | Pete Thomas, Mann, Flett              | 5:30  |
| 4. | California                     | Sue Vickers                           | 5:10  |

### Face 2
| No | Titre                    | Auteur                       | Durée |
| -- | ------------------------ | ---------------------------- | ----- |
| 5. | Davy's On the Road Again | John Simon, Robbie Robertson | 5:25  |
| 6. | Martha's Madman          | Lane Tietgen                 | 4:20  |
| 7. | Mighty Quinn             | Bob Dylan                    | 6:30  |

### Titres bonus sur la réédition 1998
| No  | Titre                                  | Auteur            | Durée |
| --- | -------------------------------------- | ----------------- | ----- |
| 8.  | California (Single Edit)               | Sue Vickers       | 3:46  |
| 9.  | Davy's On the Road Again (Single Edit) | Simon, Robbertson | 3:38  |
| 10. | Bouillabaisse (single edit)            | Mann, Flett       | 4:02  |
| 11. | Mighty Quinn (Single Edit)             | Dylan             | 3:39  |

## Musiciens
- Manfred Mann : orgue, piano, synthétiseurs, chœurs
- Chris Thompson  : chant, guitares
- Dave Flett : guitare électrique, guitare acoustique, guitare solo
- Pat King : basse, chœurs
- Chris Slade : batterie, percussions

### Choristes
- Doreen Chanter, Irene Chanter, Stevie Lange, Victy Silva et Kim Goddy

## Singles
| Parution   | titre                    | Meilleur classement | Meilleur classement | Meilleur classement | Meilleur classement |
| Parution   | titre                    | ,                   | [ 1 ]               | [ 3 ]               | [ 4 ]               |
| ---------- | ------------------------ | ------------------- | ------------------- | ------------------- | ------------------- |
| 18/11/1977 | California               | —                   | —                   | —                   | 31                  |
| 27/02/1978 | Mighty Quinn             | 36                  | —                   | —                   | —                   |
| 28/04/1978 | Davy's On the Road Again | 26                  | 18                  | 6                   | —                   |

## Charts et certification
| Pays             | Durée du classement | Meilleur classement |
| ---------------- | ------------------- | ------------------- |
| Allemagne        | 69 semaines         | 3e                  |
| Autriche         | 16 semaines         | 14e                 |
| Canada           | 4 semaines          | 85e                 |
| États-Unis       | 6 semaines          | 83e                 |
| Norvège          | 30 semaines         | 2e                  |
| Nouvelle-Zélande | 1 semaine           | 29e                 |
| Pays-Bas         | 9 semaines          | 18e                 |
| Royaume-Uni      | 6 semaines          | 33e                 |
| Suède            | 5 semaines          | 9e                  |
| Suisse           | 19 semaines         | 3e                  |

| Pays      | Certification | Ventes    | Date |
| --------- | ------------- | --------- | ---- |
| Allemagne | Platine       | 500 000 + | 1981 |